# Caroline Thielo
Caroline Amalie Thielo (1. marts 1735 i København – 5. februar 1754) var skuespillerinde, hendes far var Carl August Thielo.
Hun havde lige fyldt 14 år da hun begyndte sin teaterkarriere som medlem af den trop, hvormed hendes fader fra 1747 gav danske komedieforestillinger i København. Hun, der allerede året efter, da det nye teater på Kongens Nytorv åbnedes, var fuldkommen udvokset, blev hurtig publikums erklærede yndling lige så meget ved sin pikante livfuldhed som ved sin legemlige dejlighed; selv den kritiske franskmand la Beaumelle måtte indrømme, at ”i Paris vilde man finde Jomfru Thielo. særdeles lækker”. Hun skildres som rank af figur, yppig, efter som hun blev ældre, snarere svulmende af former, med et smukt, åbent ansigt, der fik liv og lys af et par store, talende øjne.
Fra først af spillede hun de skælmske ungpiger og de muntre elskerinder, således Holbergs Leonoraer til hans fulde tilfredshed; efterhånden udvidede hun sit repertoire til de lunefulde koketter og åndfulde verdensdamer, og fra det borgerlige lystspil hævede hun; der som Lucilia i Melampe viste en ikke almindelig evne til versfremsigelse, sig til tragediens patos som Portia i Deschamps’ Cato. Alt syntes at love et rigt og langt kunstnerliv – Jfr. Thielo havde endog med held oversat St. Foix’ Deucalion og Pyrrha -, da døden pludselig 5. februar 1754 ramte hende.
Hendes bysbørn havde ganske nyligt set hende dejlig og livssprudlende på teatret da hun den 30. januar havde henrevet som Sophronia i Livet er en Drøm, og kort tid efter var hun død. Et senere rygte der fortalte, at hendes erklærede elsker, den russiske minister baron Johann Albrecht Korff, i vrede over, at hun havde ikke alene fralokket ham nogle frimurerhemmeligheder, men endogså fortalt dem videre til en veninde, havde ladet sin kammertjener årelade hende, så hun døde af blodtabet. Denne historie var imidlertid rent digt, og den synes ikke at have fået almindelig udbredelse før Thomas Overskou bragte den frem i sin Den Danske Skueplads som udkom i 1856.

## Henvisning
1. ↑  K.L. Bugge, Det danske frimureries historie, bind 1, 1910, s. 374-82.

## Ekstern henvisning
- Denne artikel bygger hovedsaglig på Arthur Aumonts Biografi i 1. udgave af Dansk biografisk leksikon, Udgivet af C. F. Bricka, 17. bind, side 193, Gyldendal, 1887-1905